# Dekanat Chicago
Dekanat Chicago – jeden z sześciu dekanatów diecezji Środkowego Zachodu Kościoła Prawosławnego w Ameryce.
Na terytorium dekanatu znajdują się następujące parafie:
- Parafia św. Michała Archanioła w Burbank
- Parafia Świętych Piotra i Pawła w Burr Ridge
- Parafia Chrystusa Zbawiciela w Chicago
- Parafia Trójcy Świętej w Chicago
- Parafia św. Jerzego w Chicago
- Parafia św. Mikołaja w Joliet
- Parafia Zmartwychwstania Pańskiego w Palatine
- Parafia św. Łukasza Ewangelisty w Palos Hills
- Parafia Opieki Matki Bożej w Royalton
- Parafia św. Pantelejmona w Summit
- Parafia św. Józefa w Wheaton
- Parafia św. Elżbiety Nowomęczennicy w Chesterton
- Parafia św. Klemensa Ochrydzkiego w Merrillville
- Parafia Opieki Matki Bożej w Merrillville
- Parafia św. Mateusza w Green Bay
- Parafia św. Mikołaja w Kenoshy
- Parafia Objawienia Pańskiego w Lake Geneva
- Parafia Świętych Cyryla i Metodego w Milwaukee
- Parafia św. Hermana z Alaski w West Bend

Ponadto na terenie dekanatu działają dwie placówki misyjna w Bloomington-Normal i dzielnicy Chicago Hyde Park.